# 백인영
백인영(1992년 9월 7일 ~ )은 대한민국의 뮤지컬 배우이다.

## 학력
- 단국대학교 공연영화학부 뮤지컬전공 학사

## 경력
뮤지컬
- 삼총사 (2016)
- 신데렐라 (2015)

씨어트리컬 코리아, 뮤지컬 엔터테인먼트 플랫폼 서비스 개시 